# بينيتو روبينيان
بينيتو روبينيان سوتولو (ولد في 11 سبتمبر 1949) هو لاعب كرة قدم إسباني سابق لعب كمدافع.
لعب 212 مباراة وسجل 15 هدفا في الدوري الإسباني لصالح ديبورتيفو لاكورونيا وريال مدريد وبورجوس ومورسيا. فاز بلقب الدوري والكأس الوطنية مرتين مع ثاني هذه الأندية، بما في ذلك الثنائية في عام 1975.

## حياة مهنية

### بداية مسيرته المهنية
ولد روبيان في ريدونديلا، مقاطعة بونتيفيدرا، وبدأ مسيرته المهنية في موطنه غاليسيا مع أورينس وديبورتيفو دي لا كورونيا، وكلاهما في الدرجة الثانية. حقق الصعود إلى الدوري الإسباني مع الأخير في 1970-1971. بعد هبوط ديبورتيفو لاكورونيا في عام 1973، انتقل إلى ريال مدريد.

### ريال مدريد
في الجولة الأولى من كأس الاتحاد الأوروبي في 19 سبتمبر 1973، حول بينيتو تسديدة ميك ميلز إلى مرماه في مرماه عندما خسر ريال مدريد 1-0 خارج أرضه أمام إيبسويتش تاون في إنجلترا؛ وشهدت مباراة الإياب التعادل بدون أهداف مما أدى إلى إقصاء فريقه.
في 17 يونيو 1974، سجل بينيتو في فوز 5-0 على أرضه على لاس بالماس في الدور نصف النهائي من كأس الجنرال ؛ وبعد اثني عشر يومًا، سجل في فوز 4-0 على برشلونة في مباراة الكلاسيكو. كان جزءًا من فريق ريال مدريد الذي فاز بالثنائية في 1974–75، وسجل محاولته في الفوز بركلات الترجيح على أتلتيكو مدريد في نهائي الكأس في 5 يوليو. خلال فترة وجوده في العاصمة الإسبانية، شارك بينيتو شقة مع فيسينتي ديل بوسكي، الذي أصبح فيما بعد مديرًا لفريق كرة القدم الوطني الإسباني.
سجل بينيتو هدفًا في مرماه ليقصي فريقه من أوروبا للمرة الثانية في 3 نوفمبر 1976، في خسارة 2-0 أمام كلوب بروج في الجولة الثانية من كأس أوروبا.

### مسيرته المهنية اللاحقة
في عام 1977، تلقى بينيتو عرضًا من نادي سيلتا فيجو في إقليمه الأصلي، لكنه اضطر للانتقال إلى بورغوس لأن خوانيتو انتقل في الاتجاه الآخر إلى ريال مدريد. في مايو 1980، مثل أمام لجنة بسبب مزاعم بأن لاعبي بورغوس تلقوا 200 ألف بيزيتا إسبانية من ريال مدريد للتغلب على منافسه على اللقب ريال سوسيداد ؛ وقال "أتمنى لو تلقينا هذه الأموال! لم نحقق الكثير هذا العام من المكافآت من بورغوس!".
بعد هبوط بورغوس، انتقل بينيتو في أغسطس 1980 إلى ريال مورسيا في صفقة مدتها عام واحد. حصل على مبلغ 2 مليون بيزيتا مقابل التوقيع، مع مكافأة بنفس المبلغ إذا شارك في 25 مباراة. للموسم الثاني على التوالي، عانى من الهبوط من الدرجة الأولى.
اعتبارًا من عام 2014، كان بينيتو يعمل لصالح ريال مدريد كسفير وكشاف. وقال إن 100-150 طفلاً يتقدمون للاختبار في النادي كل أسبوع، ويختار الكشافون اثنين أو ثلاثة منهم.

## روابط خارجية
- بينيتو روبينيان على BDFutbol